# Säters bibliotek

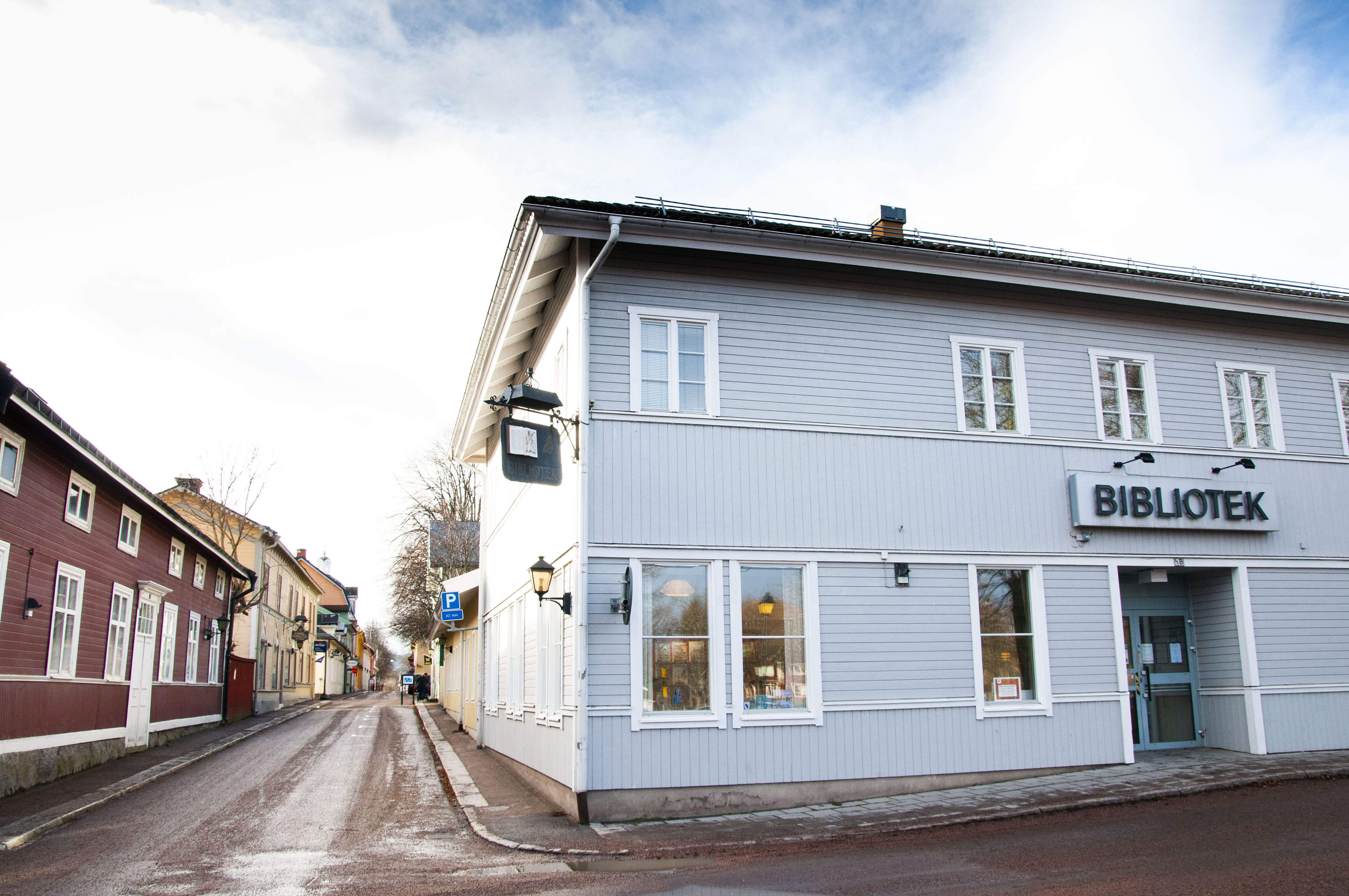
Exteriör Säters bibliotek.

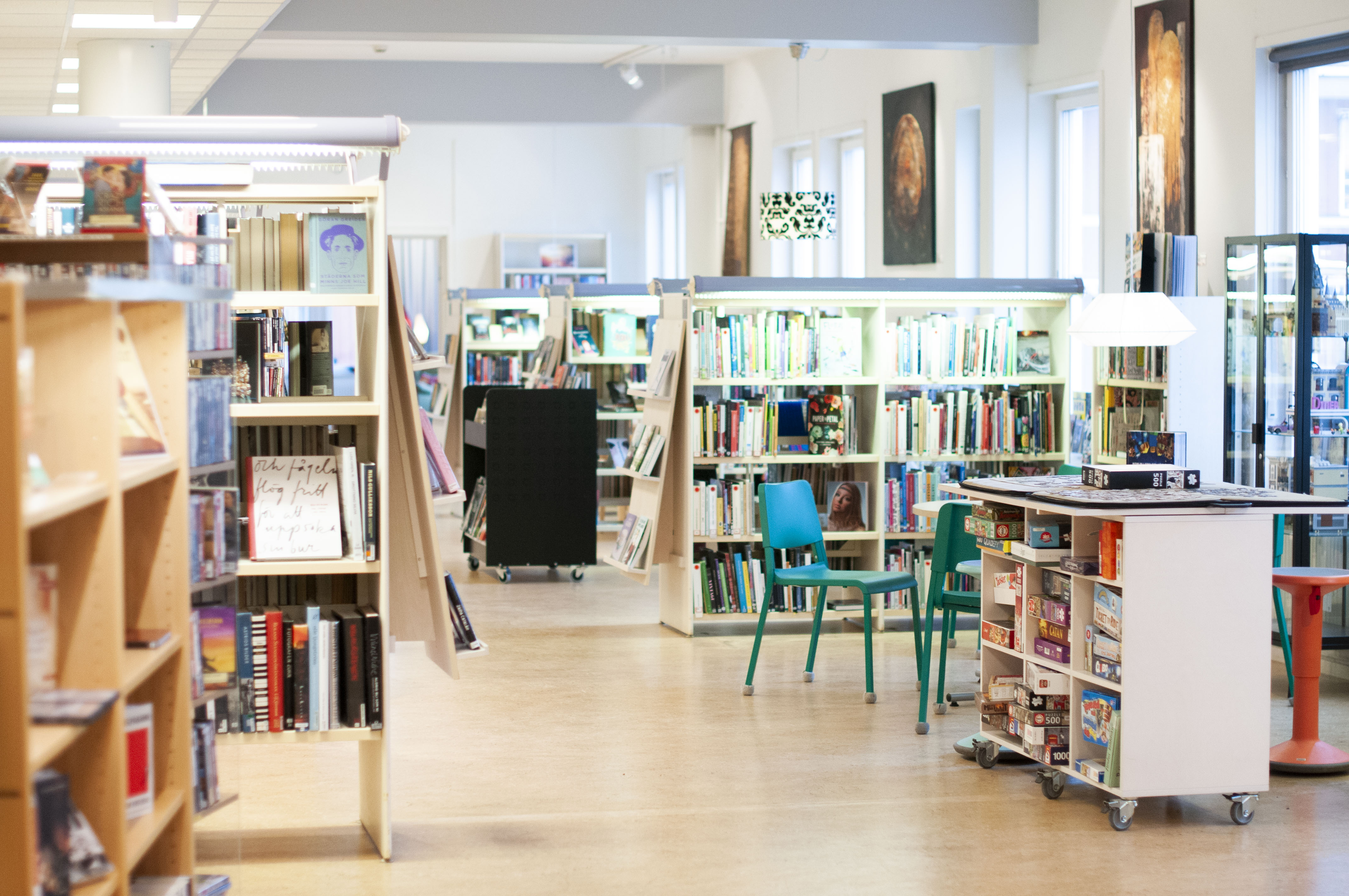
Interiör Säters bibliotek.

Säters bibliotek är huvudbibliotek i Säters kommun, Dalarnas län, och ligger i de centrala delarna av staden. Det finns även två filialbibliotek i Gustafs och Stora Skedvi. 
Biblioteket har dels öppet med bemannad service, när bibliotekarier finns på plats, dels obemannad självservice.
Sedan 2023 deltar Säters bibliotek i det regionala samarbetet Dalabiblioteken. Genom samarbetet erhålls gemensam bibliotekskatalog, lånekort samt digitala tjänster mellan femton kommunbibliotek. Avsikten är att öka utbudet och göra tillgången på bibliotekets resurser mer jämställda för invånarna.
På Säters bibliotek finns ett DigidelCenter, där DigidelCenter kan medborgarna få hjälp med att hantera den nya digitala världen.  Biblioteket innehåller också Fixoteket, där hobby- och pysselmaterial finns tillgänglig.

## Organisation
I Säters kommun finns utöver Säters bibliotek också två filialbibliotek.  
- Gustafs bibliotek
- Stora Skedvi bibliotek

## DigidelCenter
Under 2019 och 2020 startas ett DigideCenter på Säters bibliotek. Säters kommun har fått pengar från Internetstiftelsen för att bygga upp ett DigidelCenter. I Dalarna finns även ett Digidelcenter i Rättviks kommun. På DigidelCenter kan medborgarna få hjälp med digital teknik genom vägledning och handledning.